# Édouard Biot
Édouard Constant Biot (Párizs, 1803. július 2. – Párizs, 1850. március 12.) francia mérnök, sinológus.

## Élete, munkássága
Édouard Biot a kora kiváló matematikusának, fizikusának, Jean-Baptiste Biot-nak (1774–1862) fia, apja nyomdokain maga is matematikát tanult a párizsi Lycée Louis-le-Grandon. Tanulmányait klasszika-filológiai kurzusokkal is kiegészítette. További tanulmányait 1822-ben az École Polytechnique-en megszakította és csatlakozott apja itáliai és spanyolországi tudományos kutatóútjához.
Franciaországba visszatérve az akkoriban fellendülő vasútiparban helyezkedett el mérnökként. 1827-ben Marc Seguinnel közösen megépítették Franciaország második vasútvonalát Lyon és Saint-Étienne között. A munkálatokkal 1833-ban készültek el. Ekkor Édouard Biot a kínai nyelv tanulásának szentelte idejét, s a Collège de France-on Stanislas Julien tanítványa lett. Széles körű érdeklődésének köszönhetően tanulmányai a csillagászattól, a matematikától, a geográfián, a történelmen át, egészen a kínai társadalom és adminisztráció kérdéseiig terjedtek. Csillagászati tárgyú fordításainak köszönhetően a nyugati világ először értesülhetett a kínaiak 1054-es Rák-ködben történt szupernova megfigyeléséről. A páratlan tehetségű tudóst 1884-ben az Académie des inscriptions et belles-lettres tagjai közé választotta.
1843-ban házasodott meg, de feleségét három évvel később elvesztette. Ekkor maga is megbegedett, és 1850-ben, mindössze 46 éves korában elhunyt.

## Főbb művei

### Tudomány és technika
- Traité sur l'économie des machines et des manufactures par Charles Babbage, traduit de l'anglais sur la troisième édition par Éd. Biot (1833)
- Manuel du constructeur des chemins de fer, ou Essai sur les principes généraux de l'art de construire les chemins de fer (1834)

### Történelem
- De l'Abolition de l'esclavage ancien en Occident (1840)
- Mémoire sur la condition de la classe servile au Mexique, avant la conquête des Espagnols (1840)

#### Sinológiai tárgyú könyvei
- Dictionnaire des noms anciens et modernes des villes et arrondissements de premier, deuxième et troisième ordre compris dans l'Empire chinois (1842)
- Essai sur l'histoire de l'instruction publique en Chine et de la corporation des lettrés (2 volumes, 1845-1847)
- Le Tcheou-li ou Rites des Tcheou, traduit pour la première fois du chinois par feu Édouard Biot (2 volumes, 1851). Édité par Jean-Baptiste Biot. Réédition : Ch'eng Wen Publishing Co., Taipei, 1975.

#### Sinológiai tárgyú cikkei
- Notice sur quelques procédés industriels connus en Chine au XVIe siècle (1835)
- Mémoire sur la population de la Chine et ses variations, depuis l’an 2400 avant J.-C. jusqu’au XVIIe siècle de notre ère (1836)
- Mémoire sur la condition des esclaves et des serviteurs gagés en Chine (1837)
- Mémoire sur le système monétaire des Chinois (1838)
- Mémoire sur les recensements des terres, consignés dans l'Histoire chinoise (1938)
- Mémoire sur la condition de la propriété territoriale en Chine, depuis les temps anciens (1838)
- Note sur la connaissance que les Chinois ont eue de la valeur de position des chiffres (1839)
- Table générale d'un ouvrage chinois intitulé Souan-fa-tong-tsong, ou Traité complet de l'art de compter (1839)
- Mémoire sur divers minéraux chinois, appartenant à la collection du Jardin du roi (1839)
- Mémoire sur les montagnes et cavernes de la Chine (1840)
- Recherches sur la hauteur de quelques points remarquables du territoire chinois (1840)
- Recherches sur la température ancienne de la Chine. (1840)
- Tchou-chou-ki-nien (1841)
- Traduction et explication du Tchéou-peï (1841)
- Catalogue général des tremblements de terre en Chine (1841)
- Mémoire sur le chapitre Yu-koung du Chou-king et sur la géographie de la Chine ancienne (1842)
- Mémoire sur les déplacements du cours inférieur du fleuve Jaune (1843)
- Recherches sur les mœurs anciennes des Chinois, d'après le Chi-king (1843)
- Observations anciennes de la planète Mercure, extraites de la Collection des vingt-quatre historiens de la Chine (1843)
- Note sur la direction de l'aiguille aimentée en Chine, et sur les aurores boréales observées dans ce pays (1842)
- Mémoire sur l’extension progressive des côtes orientales de la Chine (1844)
- Mémoire sur la Constitution politique de la Chine au XIIe siècle avant notre ère (1844)
- Études sur les anciens temps de l'Histoire chinoise (1845)
- Catalogue de tous les météores observés en Chine, avec la date du jour de l'apparition et l'identification des constellations traversées (1846)
- Recherches faites dans la grande collection des historiens de la Chine, sur les anciennes apparitions de la comète de Halley (1846)
- Catalogue des comètes observées en Chine, depuis l'an 1230 jusqu'à l'an 1640 de notre ère (1846)
- Catalogue des étoiles extraordinaires observées en Chine, depuis les temps anciens jusqu'à l'an 1200 de notre ère (1846)
- Mémoire sur les monuments analogues aux pierres druidiques qu'on rencontre dans l'Asie orientale, et en particulier à la Chine (1848)
- Mémoires sur les colonies militaires et agricoles des Chinois (1850)

## Fordítás
- Ez a szócikk részben vagy egészben  az   Édouard Biot című angol Wikipédia-szócikk ezen változatának fordításán alapul.  Az eredeti cikk szerkesztőit annak laptörténete sorolja fel. Ez a jelzés csupán a megfogalmazás eredetét és a szerzői jogokat jelzi, nem szolgál a cikkben szereplő információk forrásmegjelöléseként.